# Акита, Ютака
Ютака Акита (яп. 秋田 豊 Акита Ютака, род. 6 августа 1970, Нагоя) — японский футболист, защитник, в настоящее время тренер.

## Клубная карьера
Большую часть своей карьеры провёл за клуб Джей Лиги «Касима Антлерс», с которым становился четыре раза чемпионом Японии и трижды выигрывал Кубок лиги. В 2004 году, после 10 лет в «Касиме», перешёл в «Нагоя Грампус». Завершил карьеру в команде 2 лиги чемпионата Японии «Киото Санга».

## Карьера в сборной
За сборную Японии Акита начал выступать с 1995 года. В 1996 году участвовал в Кубке Азии, выйдя на замену в третьем матче группового этапа против сборной Китая.
Участник Чемпионата мира 1998 во Франции. Провёл все три матча японцев на групповом этапе турнира.
В составе сборной принимал участие на Кубке Америки 1999, сыграл 3 матча на турнире.
В 2002 году был включён в заявку японцев на домашний Чемпионат мира, не принял участия ни в одном из четырёх матчей своей сборной.
Входил в состав сборной Японии на Кубке конфедераций 2003, однако ни одного матча не провёл.

## Тренерская карьера
В 2010 году начал свою тренерскую карьеру, возглавив «Киото Санга». В 2013 году был главным тренером клуба «Матида Зельвия».